# Hautot-sur-Mer
Hautot-sur-Mer é uma comuna francesa na região administrativa da Normandia, no departamento de Sena Marítimo. Estende-se por uma área de 9,47 km². Em 2010 a comuna tinha 1 975 habitantes (densidade: 208,6 hab./km²).